# Jakobsit
Jakobsit (Damour, 1869), chemický vzorec (Mn2+,Fe2+,Mg)(Fe3+,Mn3+)2O4, je krychlový minerál ze skupiny spinelidů.
Nazván podle lokality Jakobsberg ve Švédsku.

## Původ
Primární minerál nebo jako produkt přeměny dalších minerálů některých metamorfovaných manganových ložisek.

## Morfologie
Vzácně se vyskytující krystaly mají tvar oktaedrů o velikosti do 4 mm. Dále se vyskytuje v masivních i zrnitých agregátech. Dvojčatí podle {111} (spinelový zákon), výsledný tvar je zploštělý podle {111} nebo deskovitý.

## Vlastnosti
- Fyzikální vlastnosti: Tvrdost 5,5–6, křehký, hustota 4,8 g/cm³, štěpnost chybí, lom nerovný, lasturnatý
- Optické vlastnosti: Barva: černá, v odraženém světle šedá. Lesk kovový až polokovový, průhlednost: opakní, vryp červenohnědý.
- Chemické vlastnosti: Složení: Mg 1,07 %, Mn 26,58 %, Fe 44,21 %, O 28,15 %. Rozpustný v HCl. Před dmuchavkou se netaví.

## Podobné minerály
- magnetit, franklinit, trevorit

## Parageneze
- hausmannit, magnetit, hematit, pyroluzit, braunit, galaxit

## Využití
Výjimečně jako ruda manganu.

## Naleziště
Jde o řídce se vyskytující minerál.
- Česko – Kutná Hora
- Slovensko – Stratená
- Švédsko – Jakobsberg, Långban
- Indie – Kadur
- Austrálie – Wibong
- a další.